# Iván Biákov
Iván Ivánovich Biákov –en ruso, Іван Іванович Бяков– (Isakovtsy, 21 de septiembre de 1944 – Kiev, Ucrania, 4 de noviembre de 2009) es un deportista soviético que compitió en biatlón.
Participó en dos Juegos Olímpicos de Invierno, Sapporo 1972 e Innsbruck 1976, obteniendo una medalla de oro en cada edición, ambas en la prueba por relevos.

## Palmarés internacional
| Juegos Olímpicos | Juegos Olímpicos    | Juegos Olímpicos | Juegos Olímpicos |
| Año              | Lugar               | Medalla          | Prueba           |
| ---------------- | ------------------- | ---------------- | ---------------- |
| 1972             | Sapporo (Japón)     | Medalla de oro   | Relevos          |
| 1976             | Innsbruck (Austria) | Medalla de oro   | Relevos          |